# Haus des Wassers
Das Haus des Wassers in St. Jakob in Defereggen ist ein Bildungszentrum des Nationalparks Hohe Tauern Tirol. Es befindet sich auf 1440 Meter Seehöhe zwei Kilometer westlich des Ortszentrums von St. Jakob in Defereggen rechts an der L25 (Defereggentalstraße).

## Angebot und Zielsetzung
Das Haus des Wassers ist auf die Themenbereiche Wasser und Klima ausgerichtet. Es bietet vornehmlich Umweltbildungsprogramme für deutschsprachige Schülergruppen im Alter zwischen 9 und 17 Jahren an. Außerdem finden dort Seminare für Lehrkräfte und Programme für schulexterne Gruppen statt.
Die oberste Zielsetzung besteht darin, den Lernenden die gesamte Bedeutung des Wassers für den Menschen und für die Umwelt bewusst zu machen. Die Kursteilnehmer sollen den Wert des Wassers, dessen Bedrohungsgrad und dessen Nutzungsmöglichkeiten erkennen. Dazu gehört nicht nur eine Reflexion des eigenen Konsumverhaltens, sondern auch die Entwicklung von Handlungsstrategien für einen ressourcenschonenden Wassergebrauch. Neben dem Erwerb von Methodenkompetenz sowie fachlichen Inhalten wird dabei auch soziales Lernen in Kleingruppen angestrebt.
Für die Vermittlung der Lerninhalte werden mit zeitgemäßen Materialien ausgestattete Seminar- und Funktionsräume genutzt. Das Außengelände wird ebenfalls einbezogen. Dort befinden sich unter anderem eine Wetterstation, ein Nationalpark-Panorama, ein Bachlauf mit Wasserströmungstisch, eine Teichlandschaft und Informationstafeln.

### Wasserprojekttage für Schulklassen
Ein Bildungsangebot im Haus des Wassers sind mehrtägige Workshops für Schulklassen ab der vierten Jahrgangsstufe. In dreistündigen Workshops zu verschiedenen Themen können Schüler zusammen mit dem Begleitlehrer und dem Wasserschul-Lehrer (meist ein Nationalpark Ranger) ihr Wissen und ihre Fertigkeiten über Wasser und Wasserzusammenhänge erweitern. Wochentags werden die Workshops vormittags und nachmittags angeboten.
Die Workshopteilnehmer übernachten in der nahe gelegenen Pension. Die Bildungsarbeit wurde 2014 von der österreichischen UNESCO-Kommission als Dekadenprojekt ausgezeichnet.

### Seminare, Exkursionen und Workshops für Erwachsene
In Zusammenarbeit mit der Nationalpark Akademie finden im Haus des Wassers und in der nahen Umgebung verschiedene Fortbildungen statt. Die Themen umfassen die angebotenen Schulprogramme, Ausbildungen zum Interpretive Guide, kunsthandwerkliche Tätigkeiten oder Exkursionen zur Flora und Fauna.

### Lerncamps für Kinder
An verschiedenen Terminen (immer Montag bis Freitag) veranstaltet der Nationalpark Hohe Tauern Tirol erlebnisorientierte Lerncamps im Haus des Wassers. Vornehmlich 10- bis 14-jährige Kinder nehmen an diesen Veranstaltungen teil. Es gibt eine Kooperation mit Swarovski, das Wassercamp der Swarovski Wasserschule.

## Geschichte
Mit Gründung einer mobilen Wasserschule im Jahre 1999 entwickelte der Nationalpark Hohe Tauern ein Bildungsprogramm, das sich gezielt an Schulklassen richtet, um eine ganzheitliche Sichtweise auf die lebensnotwendige Ressource Wasser in regionalen, nationalen sowie globalen Zusammenhängen zu vermitteln. Zwei Jahre später regte Hermann Stotter, Geschäftsführer des Nationalpark-Verwaltungsgebietes Tirol, dazu an, das Bildungsangebot weiter auszubauen. Zu diesem Zweck sollte zusätzlich eine stationäre Einrichtung geschaffen werden, welche es der Jugend ermöglicht, die Themenbereiche Wasser und Klima auf möglichst handlungsorientierte, kreative Weise zu erleben und erforschen. So wurde das Haus des Wassers im September 2003 eröffnet.
In den folgenden Jahren wurden die Programmangebote im Haus des Wassers erweitert sowie neue Präsentationsmedien und technische Einrichtungen (Wasserlabor, Photovoltaikanlage, VisionGlobe) angeschafft. Bis Ende 2020 kamen insgesamt 25.000 Besucher.
Der Architekt des Haus des Wassers ist Reinhard Madritsch, das Haus wurde mit Betonfundament in Holzbauweise errichtet. Finanziert wurde der Bau des Haus des Wassers durch das Land Tirol, die Europäische Union sowie weitere Sponsoren und Förderer.